# Fanir Wachitow
Fanir Wachitow, ros. Фанир Вахитов (ur. 20 lutego 1960) – radziecki lekkoatleta specjalizujący się w biegach średniodystansowych.
Największy sukces na arenie międzynarodowej odniósł w 1979 r. w Bydgoszczy, zdobywając srebrny medal mistrzostw Europy juniorów w biegu sztafetowym 4 x 400 metrów. W 1982 r. zdobył tytuł halowego mistrza Związku Radzieckiego w biegu na 800 metrów.
Rekord życiowy w biegu na 800 metrów: 1:46,20 – Czelabińsk 06/08/1983